# Aves de Honduras
Honduras es un país con una gran diversidad biológica y una gran variedad de bosques, climas y ecosistemas, debido a ello presenta una gran variedad de aves, algunas que se refugian en la frondosidad de la selva y otras en los esteros, bañados y lagunas o lagos; ciertos ejemplares buscan las costas oceánicas o las aguas heladas, otros las altas montañas, y otros pueblan las extensas llanuras. Esto se debe a que la extensa geografía se traduce en varias ecorregiones. Honduras goza de un capital natural que contribuye significativamente a la diversidad global.
Honduras posee una gran diversidad de aves, con más de 700 especies de presencia estable.

## Aves de Honduras
Honduras cuenta con una gran diversidad de aves.

## Colibrí Esmeralda Hondureño

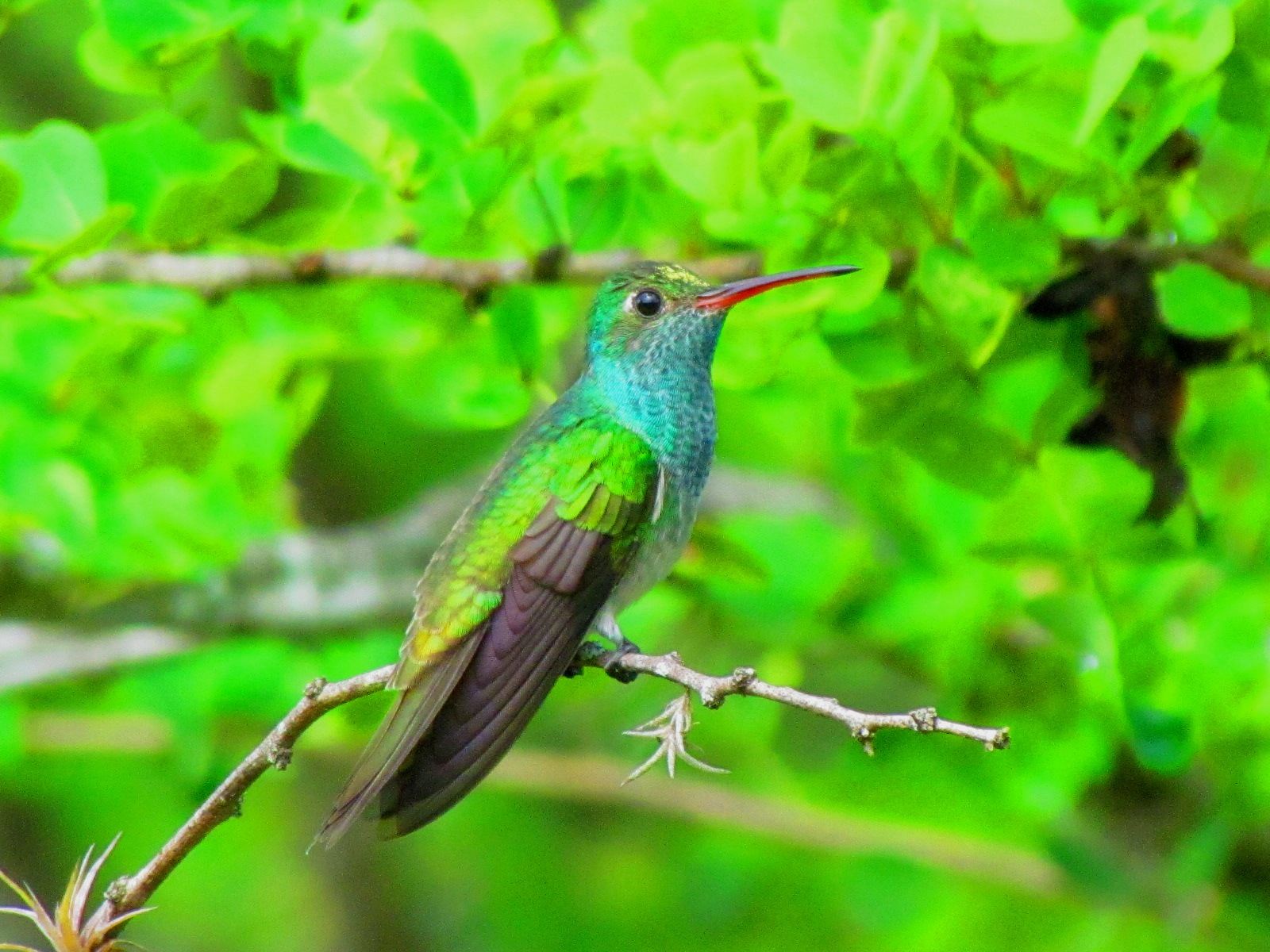
Colibrí Esmeralda Hondureño

El Colibrí Esmeralda Hondureño es la única ave endémica conocida o propia de la región Hondureña. Habita los bosques secos y matorrales tropicales o subtropicales. Está en peligro de extinción por la pérdida de hábitat y la deforestación.
El Colibrí Esmeralda es localmente común en bosques áridos y de matorral en el valle del río Aguan superior, ubicado en el departamento de Yoro. También es común en el departamento de Santa Bárbara  Es generalmente atacado por el mochuelo caburé (Glaucidium brasilianum). Al ser atacados, los colibrís se reúnen en bandadas para escapar.
Esta especie fue descubierta en 1867 por el ornitólogo aficionado George Newbold Lawrence, quien nombró la especie en honor a Lucy Brewer, hija de su amigo Thomas Mayo Brewer.

## Ave nacional de Honduras
El ave nacional de Honduras es la Guacamaya Roja la cual habita entre México y Bolivia.

## Especies amenazadas
Muchas especies de aves se encuentran amenazadas, entre ellas encontramos las siguientes:
- Colibrí Esmeralda Hondureño: La única ave endémica de Honduras.
- Guara roja o Guacamaya: El ave nacional de Honduras.
- Guara Verde
- Garza del Sol
- Cigüeña sin Ventura
- Espátula o Garza Rosada
- Águila Crestada
- Águila Arpía
- Águila solitaria
- Piche Careto (Pijije Cariblanco)
- Piche Barcino (pijije canelo, Pato Silbador)
- Halcón Pechirrufo
- Caracara Garganta Roja (Cacao Deslenguado)
- Soterrey sabanero (Guachipelín)
- Tangará Hormiguera Carinegra
- Pato Candil (Perrito de Agua)
- Chorcha (Colchero coli amarillo)[1][10]

## Observación de aves en Honduras
La Observación de aves en Honduras es uno de los principales atractivos turísticos del país, si bien muchas aves pueden observarse en las ciudades y parques urbanos, la mayoría y la gran diversidad de aves habitan las zonas rurales y zonas no habitadas, por lo que se pueden apreciar en las reservas biológicas y en los parques nacionales.

## Protección de las aves en Honduras
La Asociación Hondureña de Ornitología (ASHO), es una organización sin fines de lucro dedicada a la protección y conservación de la Avifauna de Honduras.

## Ruta migratoria

Aves migratorias

Si bien la mayoría de las aves en el territorio nacionals son residentes, Honduras también se encuentra en la ruta de dos flujos migratorios de aves marinas (patos, gansos y cisnes) y aves terrestres (golondrinas y aves rapaces), las cuales viven en el verano en Norteamérica y Centroamérica y viajan hacia Suramérica en invierno, para regresar cuando ha pasado el invierno.